# Эффект сноба
Эффект сноба — феномен в микроэкономике, он отражает противоположно направленное изменение величины спроса на блага одним потребителем, в ответ на изменение величины спроса других потребителей.
Сноб с более высоким уровнем дохода стремится купить то, что не покупают другие лица с более низким уровнем дохода. Его задача выделиться из толпы, подчеркнуть собственную уникальность. Чем больше спрос на какую-либо категорию товара, тем меньше вероятность того, что её приобретет подобный покупатель.
Эффект сноба контрастирует с большинством других микроэкономических моделей, поскольку кривая спроса может иметь положительный наклон, а не типичный отрицательный, как на обычные товары.

## Суть
По своему смыслу данный эффект противоположен «эффекту подражания». Вкусы таких потребителей (снобов) пребывают в обратной зависимости от спроса других людей на данные массовые товары. Снобы не хотят пользоваться товарами массового потребления, а желают владеть необычными, дорогими или уникальными товарами. Эти товары обычно имеют высокую экономическую ценность, но низкую практическую ценность. Чем меньше товара доступно, тем выше его снобическая ценность. Примерами таких товаров являются редкие произведения искусства, дизайнерская одежда и спортивные автомобили. Однако предпочтение такого рода товарам не всегда свидетельствует о снобизме. Например, человек может предпочитать дизайнерскую одежду из-за особой техники шитья и долговечности ткани.
Эффект сноба проявляется в увеличении спроса на товар при росте его цены; связан с понятием престижного спроса, ориентированного на приобретение товаров, свидетельствующих, по мнению их покупателя, о его высоком социальном статусе, больших финансовых возможностях и т. д.

## Графическая иллюстрация

Графическое представление эффекта сноба

Уменьшение цены с P0 (изначальной цены) до P1 сначала будет побуждать такого потребителя увеличить потребление товара с q0 (изначального потребления) до q1, однако, при
значительном росте рыночного спроса на товар, потребитель-сноб может сократить потребление товара до уровня q'. На графике потребление (спрос) снобом такого товара иллюстрирует линия dc.

## Список примечаний
1. ↑  Snob Effect Definition. BusinessDictionary.com — Online Business Dictionary. Дата обращения: 14 мая 2020. Архивировано из оригинала 20 февраля 2020 года.
2. ↑  А.В. Павлов. 5.3.2. Эффект сноба. НИТГУ им. Ломоносова. www.ef.tsu.ru (2010). Дата обращения: 5 августа 2019. Архивировано 15 мая 2018 года.
3. 1 2  Эффект сноба - Энциклопедия по экономике. economy-ru.info. Дата обращения: 5 августа 2019. Архивировано 15 апреля 2017 года.
4. ↑   The snob effect in the consumption of luxury goods. Ergin Uzgoren, Taner Guney. Procedia — Social and Behavioral Sciences 62 (2012) 628—637